# Kerkhof van Auchy-lez-Orchies
Het Kerkhof van Auchy-lez-Orchies is een gemeentelijke begraafplaats in de Franse gemeente Auchy-lez-Orchies in het Noorderdepartement. Het kerkhof ligt rond de Église Saint-Berthe in het dorpscentrum.

## Britse oorlogsgraven
Op het kerkhof bevinden zich enkele Britse oorlogsgraven met gesneuvelden uit de Eerste Wereldoorlog. Het kerkhof telt 8 geïdentificeerde graven, die worden onderhouden door de Commonwealth War Graves Commission. In de CWGC-registers is de begraafplaats opgenomen als Auchy Churchyard.